# Magnolia foveolata
Magnolia foveolata este o specie de plante din genul Magnolia, familia Magnoliaceae. A fost descrisă pentru prima dată de Elmer Drew Merrill și James Edgar Dandy, și a primit numele actual de la Richard B. Figlar. A fost clasificată de IUCN ca specie în pericol. Conform Catalogue of Life specia Magnolia foveolata nu are subspecii cunoscute.